# アムジャラス
アムジャラス（フランス語: Amdjarass）はチャドの町である。東エネディ州の州都である。